# Josef Ahrer

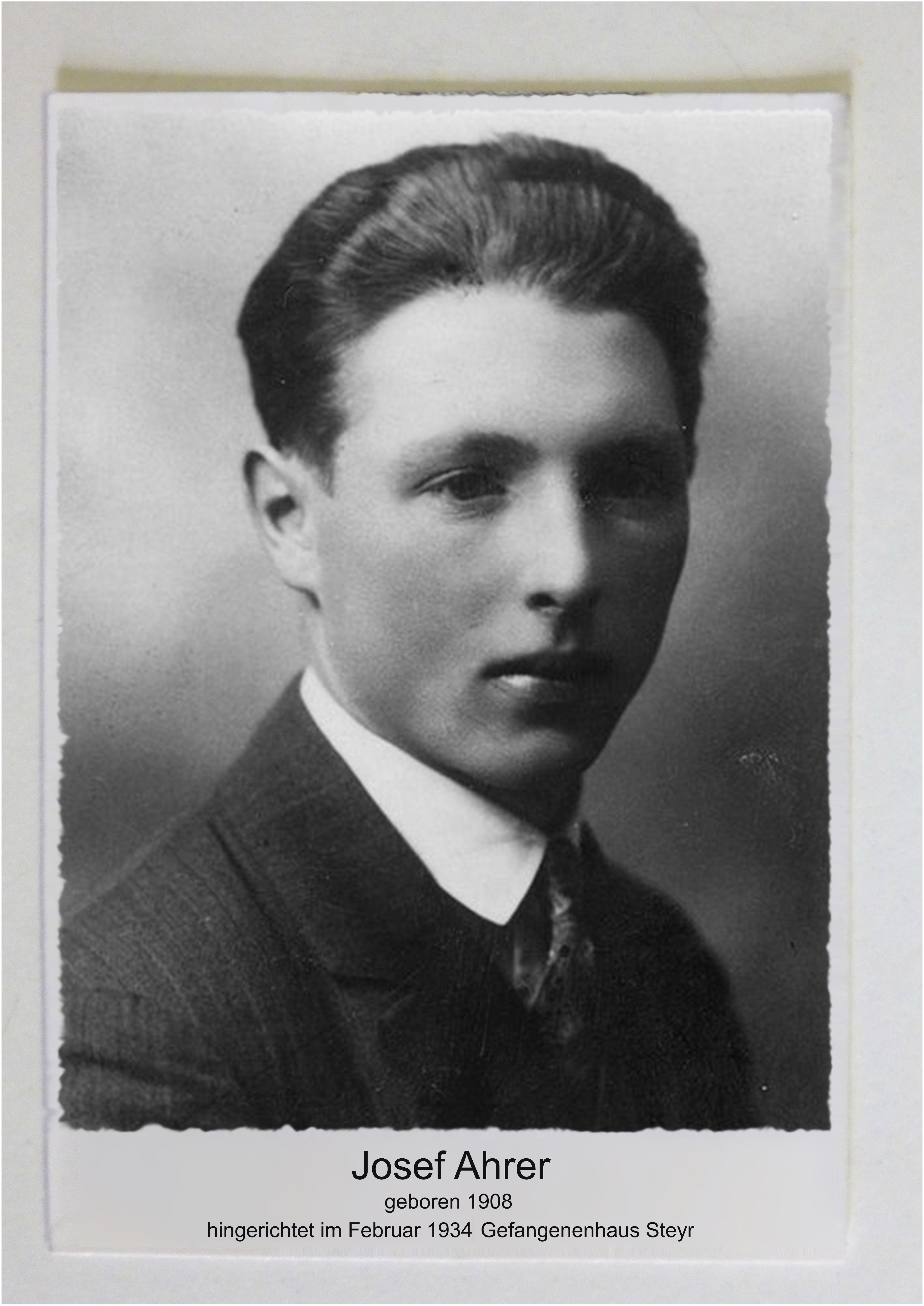
Sepp Ahrer

Josef „Sepp“ Ahrer (* 30. August 1908 in St. Ulrich; † 17. Februar 1934 in Steyr) war ein österreichischer Sozialdemokrat und Revolutionär. Er gehört zu jenen neun Personen, die nach den Februarkämpfen 1934 zum Tode verurteilt und hingerichtet wurden.

## Leben
Sepp Ahrers erlernter Beruf war Bauschlosser, doch war er zur Zeit der Februarkämpfe arbeitslos. Er war damals wohnhaft in einer Baracke in der Kammermayerstraße 10 in Steyr, ledig, politisch als Sozialdemokrat aktiv und Angehöriger des Republikanischen Schutzbundes.
Im Rahmen des Aufstandes vom 12. Februar 1934 kam es auch in Steyr zu Aufruhr und Gewalttaten, darunter die Erschießung des Direktors der Steyr-Werke Dr. Wilhelm Herbst im fahrenden Auto und der mit Schusswaffen begangene Mord an Johann Zehetner und seiner Braut Josefine Nagelseder in der Kammermayerstraße 10 – also derselben behelfsmäßigen Unterkunft, in der auch Ahrer wohnte. Über den Tathergang in der Baracke in der Kammermayerstraße wurde berichtet, dass die tödlichen Schüsse im Verlauf einer Auseinandersetzung mit dem Heimwehr-Angehörigen Zehetner und seiner Braut fielen, als Ahrer und seine Schutzbund-Kameraden während des Generalstreiks unter dem Fußboden der Baracke versteckte Waffen hervorholten. Nach dem Ende der Kämpfe in Steyr begannen am 17. Februar 1934 die Prozesse gegen die daran Beteiligten im Kreisgerichtsgebäude am Stadtplatz. Trotz widersprüchlicher Angaben zum Ablauf der Tat wurde Ahrer dabei vor ein Standgericht gestellt, für schuldig befunden und zum Tod durch den Strang verurteilt.
In der Niederschrift des Prozesses gegen Sepp Ahrer am 17. Februar 1934 heißt es unter Bezugnahme auf das Strafgesetz 1852: “... über den Antrag des Staatsanwaltes auf Bestrafung des Beschuldigten wegen der Verbrechen des Aufrührens nach Paragraph 73, 74 StG und des Mordes nach Paragraph 134, 135 StG zu Recht erkannt ... er wird gemäß Paragraph 136 StG Abs. 1 StPO zur Strafe des Todes durch den Strang und gemäß Paragraph 369 StPO zum Ersatz der Kosten des Strafverfahrens verurteilt ... das Verbrechen des Aufrührens nach Paragraph 73 StG begangen zu haben, gemäß Paragraph 259 2.3 StPO freigesprochen.”

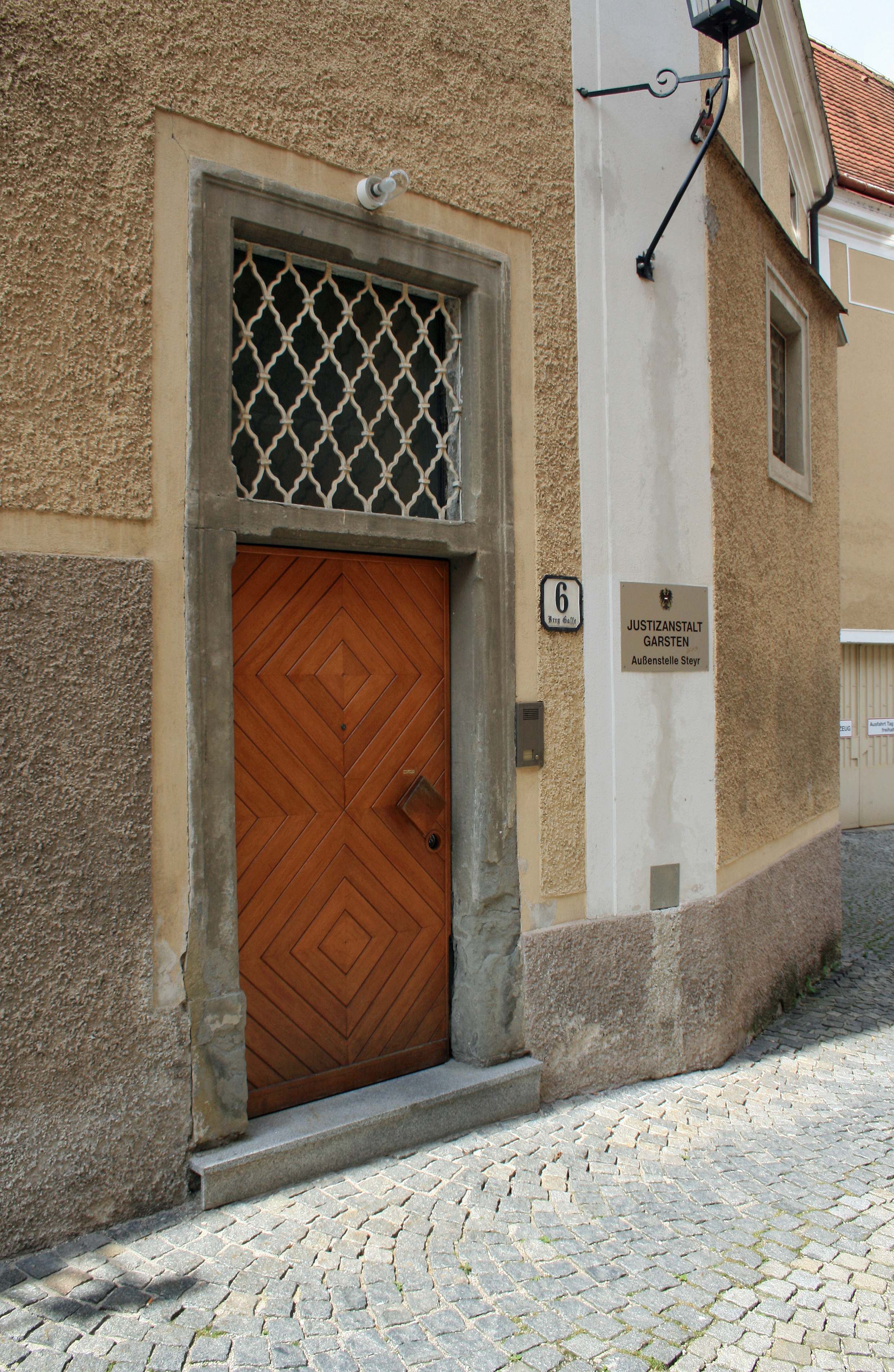
Eingang des gerichtlichen Gefangenenhauses Steyr (Berggasse 6)

Die Hinrichtung Sepp Ahrers am Würgegalgen wurde – so ist es auch im Sterbebuch der Stadtpfarre Steyr vermerkt – um 1/2 12 Uhr nachts des gleichen Tages im Hof des zum Kreisgericht Steyr gehörenden gerichtlichen Gefangenenhauses (Berggasse 6) bei Schloss Lamberg durch Franz Wurm vollzogen, einem Kleinlandwirt aus Garsten, der sich freiwillig als Aushilfe für den abwesenden Scharfrichter Lang gemeldet hatte. Aus dem Protokoll des Standgerichtes, verfasst am 17. Februar 1934 um 23 Uhr 46 Minuten geht hervor, dass “der wegen Verbrechen des Mordes verurteilte Ahrer um 23 Uhr 23 Minuten durch den Scharfrichter Franz Wurm durch den Strang hingerichtet wurde. Der Eintritt des Todes wurde durch den Gerichtsarzt Dr. Anton Hain um 23 Uhr 45 Minuten festgestellt. Dem bei der Hinrichtung von Ahrer Josef am 17. Februar 1934 anwesenden Sachverständigen Gerichtsarzt Dr. Anton Hain wurde eine Gebühr von Schilling 20 zugesprochen. Derselbe hatte auf Rücksicht auf die Nachtzeit (23 Uhr 23 bis 23 Uhr 45) einen Betrag von 30 Schilling angesprochen. Auf Beschluss des Kreisgerichtes Steyr wurde Dr. Anton Hain ein Betrag von 32.40 Schilling zuerkannt.” Die Zeitangaben im Protokoll enthüllen, dass 22 Minuten zwischen dem Beginn der Hinrichtung um  23 Uhr 23 und dem Tod Ahrers um 23 Uhr 45 vergingen. In manchen Schilderungen ist davon die Rede, dass die Hinrichtungsmethode des aushelfenden Scharfrichters Wurm so wenig effizient war, dass schließlich zwei Polizeibeamte angewiesen wurden, sich an die Beine des Verurteilten zu hängen, um seinen Tod zu beschleunigen.

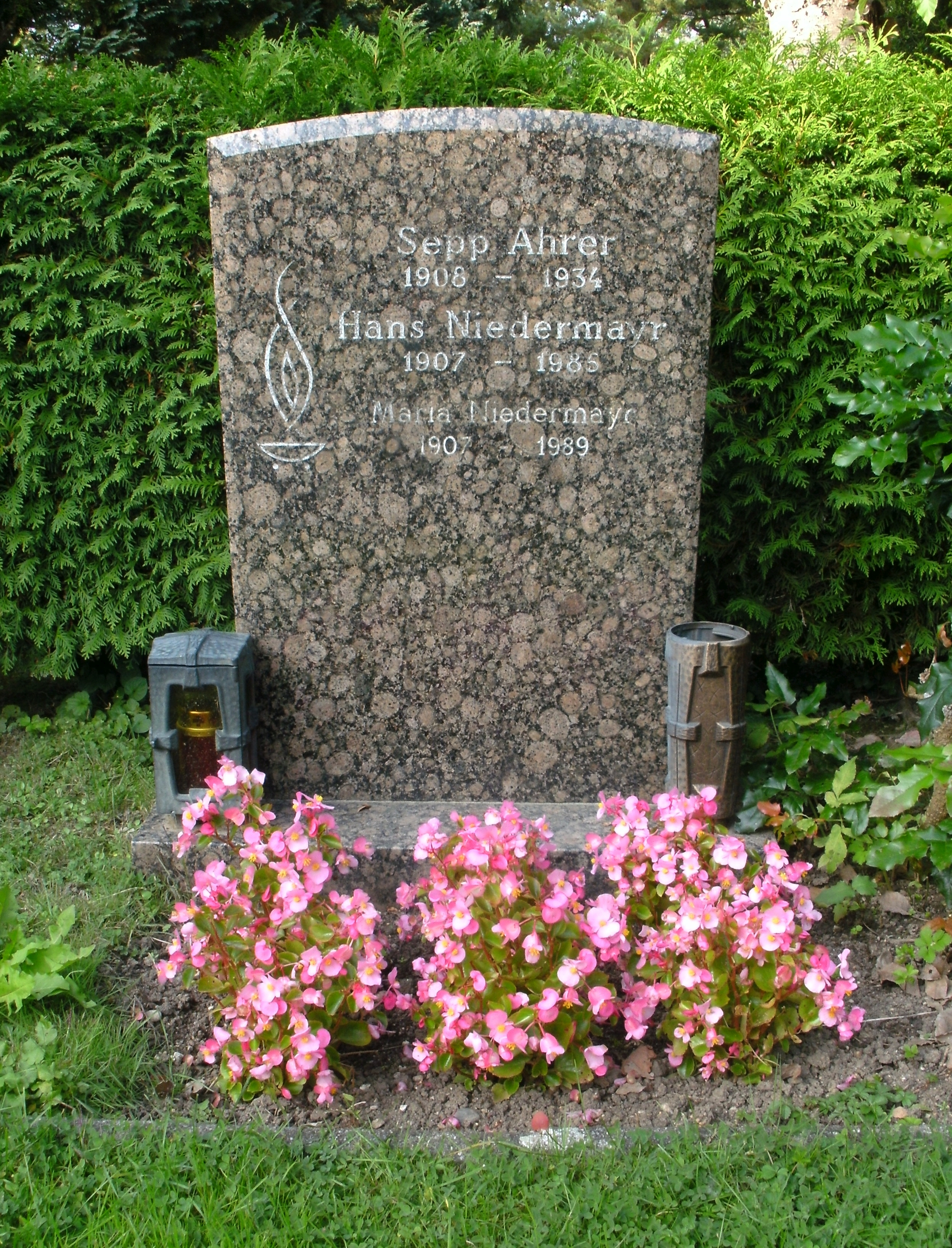
Grab Ahrers in Steyr

Die Leiche Ahrers wurde seinen Verwandten zur Bestattung übergeben. Sein noch heute bestehendes Grab befindet sich im Urnenfriedhof am Tabor in Steyr.
Am gleichen Tag wie Sepp Ahrer in Steyr wurde, ebenfalls im Zusammenhang mit den Februarkämpfen, in Graz der Schutzbundführer und Metallgewerkschafter Josef Stanek zum Tod verurteilt und hingerichtet. In Oberösterreich wurden nach den Februarkämpfen insgesamt vier Todesurteile verhängt, von denen zwei vollstreckt wurden. Das zweite betraf den Schutzbündler Anton Bulgari, der am 22. Februar 1934 durch ein Standgericht in Linz verurteilt und hingerichtet wurde. Ein trauriges Kapitel sind in diesem Zusammenhang die Begründungen, mit denen Justizminister Kurt Schuschnigg eine Begnadigung verweigerte, nämlich die Notwendigkeit, ein Exempel zu statuieren, obwohl die beiden keinesfalls zweifelsfrei als Haupttäter überführt waren.
Das Verfahren gegen Sepp Ahrer wird heute als recht willkürlich geführt bewertet, die Tat selbst als wohl privat motiviert, und die Verurteilung erfolgte aufgrund einer erwiesenermaßen falschen Zeugenaussage seines Nachbarn. Insgesamt ist unklar, ob und in welchem Umfang Ahrer an der ihm zur Last gelegten Tat überhaupt involviert war. Ahrers Beteiligung an den Februarkämpfen auf der Seite der Sozialdemokraten ist hingegen unumstritten.
Nach dem Zweiten Weltkrieg wurde die Sepp-Ahrer-Straße in Steyr nach ihm benannt. Sie verläuft in Münichholz westlich der Punzerstraße.